# Bringstrup Sogn
Bringstrup Sogn 
ist eine Kirchspielsgemeinde (dän.: Sogn) auf der Insel Sjælland im südlichen Dänemark. Bis 1970 gehörte sie zur Harde Ringsted Herred im damaligen Sorø Amt, danach zur Ringsted Kommune im Vestsjællands Amt, die im Zuge der  Kommunalreform zum 1. Januar 2007 Teil der Region Sjælland geworden ist.
Im Kirchspiel leben 432 Einwohner (Stand: 1. Januar 2023).
Im Kirchspiel liegt die Kirche „Bringstrup Kirke“.
Nachbargemeinden sind im Nordwesten Gyrstinge Sogn, im Norden Haraldsted-Allindemagle Sogn, im Osten Benløse Sogn, im Nordosten und Südosten Ringsted Sogn und im Süden Sigersted Sogn, ferner in der westlich benachbarten Sorø Kommune Bjernede Sogn.